# Бат (Пенсільванія)
Бат (англ. Bath) — місто (англ. borough) в США, в окрузі Нортгемптон штату Пенсільванія. Населення — 2808 осіб (2020).

## Географія
Бат розташований за координатами 40°43′48″ пн. ш. 75°23′24″ зх. д. / 40.73000° пн. ш. 75.39000° зх. д. (40.729884, -75.389942).  За даними Бюро перепису населення США в 2010 році місто мало площу 2,36 км², з яких 2,34 км² — суходіл та 0,02 км² — водойми.

## Демографія
Згідно з переписом 2010 року, у селищі мешкали 2693 особи в 1048 домогосподарствах у складі 671 родини. Густота населення становила 1141 особа/км².  Було 1138 помешкань (482/км²).
Расовий склад населення:
| - 92,6 % — білих - 2,9 % — чорних або афроамериканців - 1,0 % — азіатів - 0,3 % — корінних американців - 1,6 % — осіб інших рас |

До двох чи більше рас належало 1,6 %. Частка іспаномовних становила 6,6 % від усіх жителів.
За віковим діапазоном населення розподілялося таким чином: 26,6 % — особи молодші 18 років, 59,0 % — особи у віці 18—64 років, 14,4 % — особи у віці 65 років та старші. Медіана віку мешканця становила 37,6 року. На 100 осіб жіночої статі у селищі припадало 92,9 чоловіків;  на 100 жінок у віці від 18 років та старших — 85,5 чоловіків також старших 18 років.
Середній дохід на одне домашнє господарство  становив 59 696 доларів США (медіана — 40 147), а середній дохід на одну сім'ю — 70 361 долар (медіана — 52 292). За межею бідності перебувало 16,0 % осіб, у тому числі 28,0 % дітей у віці до 18 років та 2,9 % осіб у віці 65 років та старших.
Цивільне працевлаштоване населення становило 1125 осіб. Основні галузі зайнятості: освіта, охорона здоров'я та соціальна допомога — 27,4 %, виробництво — 14,3 %, роздрібна торгівля — 12,3 %, науковці, спеціалісти, менеджери — 10,5 %.